# 新本格魔法少女りすか
『新本格魔法少女りすか』（しんほんかくまほうしょうじょりすか）は、西尾維新による日本のライトノベル。イラストレーションは西村キヌが担当。講談社ノベルス（講談社）より2004年7月から2020年12月まで刊行された。
『ファウスト』（講談社）Vol.1（2003年）から連載され、Vol.7（2008年）に掲載された第10話を最後にシリーズは中断。その後2019年、『メフィスト』（講談社）での連載が発表され、2020年4月発売のVOL.1および同年8月発売のVOL.2に掲載された。
魔法が存在する日本を舞台に、魔法を使えない普通の人間である主人公の少年・供犠創貴と魔法使いの少女・水倉りすかの2人が、りすかの父親・水倉神檎を追う中での戦いと冒険を描いている。魔法少女ものに推理小説の要素を加えた作風であり、作中には「一般的な魔法を小説で書いた時の嘘っぽさ」を緩和するための装置として、架空の神話体系「クトゥルフ神話」からの引用がある。

## 設定
舞台は主に九州の佐賀県。魔法の国・長崎県とは巨大な城門によって隔てられ、長崎県との行き来は城門管理委員会によって管理されている。
長崎県には魔法使いと呼ばれる者が住んでおり、彼らは魔法と呼ばれる異能力を行使する。魔法は「使用者の『精神』を外側に向けて放出する行為」とされ、その魔法によって使用者がどのような人物か知ることができる。魔法使いによって魔法を授けられた人間は「『魔法』使い」と表記される。魔法について「属性（パターン）」、「種類（カテゴリ）」、「顕現（モーメント）」という単語で説明がなされているが、これらが何を意味するのかは明確に示されていない。
魔法の発動を助ける技術として、魔法式（まほうしき）と魔法陣（まほうじん）がある。魔法式は、事前に術をかける対象に「式」を書いておき、呪文の詠唱時間を短くする技術。術者が近くにいなければ発動できない。魔法陣は、一定の条件がクリアされると発動する「陣」。魔法式と違い、術者が近くにいる必要はない。
魔法使いは海を渡れず、弱い者であれば川や湖も越えられない。もし海を渡ろうとした場合には死亡し、死を回避できたとしても、人間でも魔法使いでもない存在となる。

## あらすじ
第1巻（第1 - 3話）
巨大な「城門」によって閉鎖されている「魔法の国」・長崎県からやってきた、時間操作の魔法を使う「魔法使い」の水倉りすかと、佐賀県に住む人間で、りすかに戦闘の指示を行う「『魔法使い』使い」の供犠創貴。2人は佐賀県を拠点として、姿をくらましたりすかの父親・水倉神檎を探しつつ、悪事を行う魔法使いを倒す「魔法狩り」を行っている。りすかは自身の血液に特殊な仕掛けがなされており、出血すれば通常の手順を省略して魔法を使えるほか、死に至るほど出血することで1分間だけ現在より遥かに強い力を持つ17年後の姿になるという切り札を持っており、これによって様々な局面を切り抜けていく。その中で、りすかの従兄である水倉破記が現れ、「六人の魔法使い」が佐賀県に来たことを理由にりすかを長崎県へ連れ戻そうとするが、りすかは自分の意志で佐賀県に残る。
第2巻（第4 - 6話）
水倉神檎の手掛かりがある場所を訪れた創貴とりすかは、2人とは別のルートから手掛かりに辿り着いた魔法使い・ツナギに出会う。創貴たちは1度ツナギと敵対するが後に協力関係となり、「六人の魔法使い」の1人目・目を合わせた相手を殺害する「魔眼」の使い手である人飼無縁を協力して倒す。創貴・りすか・ツナギの3人は、残りの「六人の魔法使い」に接触するため佐賀を旅立つ。
第3巻（第7 - 9話）
「六人の魔法使い」の2人目・地球木霙を倒した後、創貴はりすか・ツナギと別れて宿泊しているホテルの部屋に戻るが、そこで「六人の魔法使い」の6人目・「魔法封じ」の水倉鍵に遭遇する。鍵は創貴に自分たちの仲間になるよう提案し、水倉神檎が企む「箱舟計画」の一部を明かす。箱舟計画とは海を渡れない魔法使いたちのため、成長したりすかに地球の時間を大陸が1つだった時代まで巻き戻させることであり、「六人の魔法使い」はりすかを成長させるためのかませ犬に過ぎなかった。結局創貴は鍵たちの仲間とはならなかったが、鍵は自分と入れ替わりに部屋に入ってきたりすかとツナギの魔法を自身の能力で封じ、さらに「六人の魔法使い」の3人目・蠅村召香が固定の魔法で創貴たちを部屋に閉じ込める。りすかは今までできなかった過去へ戻る魔法によって蠅村の固定を破り、創貴たちは危機的状況を脱出する。直後に創貴は「六人の魔法使い」の4人目・塔キリヤの魔法により平行世界に飛ばされるが、塔は創貴の父・創嗣と母・きずなによって倒され、創貴は元の世界へ戻る。
第4巻（第10 - 13話）
創貴とツナギは「六人の魔法使い」の5人目・炭素で杭を作り出す結島愛媛の魔法で磔にされ、りすかは出血させないため全身の骨を砕かれて行動を封じられる。創貴は結島との問答で時間を稼ぎ、りすかの初潮による出血を待つ。復活したりすかは結島の攻撃により出血して17年後の姿となり勝利するが、元の姿に戻れなくなり、さらに創貴たちの前に破記が再び現れる。

## 登場人物

### 水倉神檎を追う者たち
供犠創貴（くぎ きずたか）
主人公。佐賀県在住の小学5年生で、毎期クラス委員長を務める優等生。目的のためには手段を選ばず、周りの人間は全てそのための「駒」としか思っていない。
1年前に不登校であったりすかの家を訪問した際に彼女が普通ではないことを直感。それ以後彼女を重要な「駒」とみなし、近しい関係を保っている。夢は全ての人間を幸せにすることであり、そのためならばどんな犠牲も厭わない。父親には反発している反面、敵わないと認め尊敬している。
水倉りすか（みずくら りすか）
長崎県森屋敷市出身で、運命干渉系の「魔法使い」。小学5年生。称号は｢赤き時の魔女｣。
一応小学校には籍を置いているがほぼ不登校であり、自宅で魔道書の写しの作業を行っている。好みのタイプは恰幅のいい男性（関取体型）。趣味は相撲観戦。父親探しのため佐賀県に転校してきた。2年近く前から単独で「魔法狩り」を行っていたが、1年近く前に創貴に出会い、以後行動を共にしている。「日本語」を覚えたのは最近であるため「○○なのが、○○なの」（例：私に優しくしてくれないのが、キズタカなの）といった、主語・述語の逆転した独特の言い回し（創貴曰く、「下手なドイツ語の訳みたい」な話し方）をする。彼女の血には水倉神檎によってあらゆる種類の魔法式が施されており、大抵の魔法ならば血を流すだけで施行できる。
属性は「水」、種類は「時間」、顕現は「操作」。自身の寿命を消費し、目標とする座標への移動にかかる時間や、ケガが完治するまでの時間を「省略」することができる。死に直面するほどの血を流すと1分間だけ17年後・27歳の自分になれる。17年後のりすかは、なるたびに性格は少し違うが共通して非常に好戦的である。またそれと同時に非常に強く、現在のりすかが使いこなせていない時間の魔法をいとも簡単に使いこなしている。
「〈物語〉シリーズ」とのクロスオーバー作品『混物語』にも登場する。逃亡した地球木霙の右足を追い「省略」を駆使することで、本来は脱せない九州地方を越え阿良々木暦の住む街に来訪する。
ツナギ
水倉神檎によって「『魔法』使い」にされた元人間の少女。2000年以上生きている。りすか達との戦闘後「観察」のため、「繋場 いたち（つなぎば いたち）」と名乗ってりすか達の小学校へ転校してくる。城門管理委員会の創始者であるが、目立った地位には就かず、孤高の前線部隊として活動している。水倉神檎に自身を殺してもらうために、彼の消息を追っている。2000年以上生きていることもあり経験豊富で、戦闘においては心強い仲間であるが、逆境に弱いという弱点も持つ。
属性は「肉」、種類は「分解」。体中に512の口をもち、その口に喰われたモノは魔力を分解・吸収される。

### 水倉神檎と六人の魔法使い
水倉神檎（みずくら しんご）
現在行方不明のりすかの父親で、あらゆる魔法を使える「万能」の魔法使い。
「ニャルラトテップ」など666の「称号」を持っていたが、そのうちのひとつ「赤き時の魔女」をりすかに与えたため、現在の「称号」は665個。海を渡れない「魔法使い」に海を渡らせる「箱舟計画」なるものを企んでいるらしい。
六人の魔法使い

人飼無縁（ひとかい むえん）
称号は｢眼球倶楽部｣。
それなりに背の高い、不健康そうな痩せた男で、板垣退助を思わせる重力に逆らったカイゼル髭を生やしている。「○○。いや、××と言うべきかな？」という、自身が言ったことを直後に否定する言い回しをする。一人称は｢吾輩｣。
目を合わせただけで相手を死に至らしめるという究極魔術「魔眼」の使い手であり、「魔眼遣い」を名乗っている。
地球木霙（ちきゅうぎ みぞれ）
称号は｢回転木馬｣。
属性「肉」、種類「増殖」。自己の体を好きなように改造・再生することが出来る。本体が倒された後も、残された残骸は対象の行動に衝動的に反応する残滓として活動できる。
「〈物語〉シリーズ」とのクロスオーバー作品『混物語』にも登場する。
蠅村召香（はえむら しょうか）
称号は｢泥の底｣。
属性「土」、種類「操作」、顕現「固定」。対象者本人に所有権がないものを完全に「固定」することができる。「固定」されたものはいかなる手段をもってしても動かすことができない。
塔キリヤ（とう キリヤ）
称号は｢白き暗黒の埋没｣。
属性「夢」、種類「創世」、顕現「絶対矛盾」。運命干渉系・精神感応系の両方の性質を持つ魔法使い。対象者を「平行世界」（鍵曰く「パラレルワールド」）に引き込むことが出来る。ただしその際には彼本人もその平行世界にいなければならない。
結島愛媛（ゆいしま えひめ）
称号は｢偶数屋敷｣。武闘派の魔法使い。
属性「熱」、種類「反応」、顕現「化学反応」。大気中の物質を利用して化学変化を起こさせる。主に炭素を「杭」にして、化学変化によって生じた熱を利用して射出する。
水倉鍵（みずくら かぎ）
称号は｢ネイミング｣。「魔法封じ」の能力を持つ人間。「六人の魔法使い」に数えられているが、実際には魔法使いではない。水倉家との血縁関係は無く、本人曰く「一応養子扱い」とのこと。
「六人の魔法使い」の中で、一番水倉神檎に近い存在。外見は創貴達よりも少し幼いぐらいの、おかっぱ頭の少年。

### その他
チェンバリン
りすかの忠実なる従僕。りすかの家の一階でコーヒーショップを営んでいるが、あまり繁盛はしていない。子供である創貴に対しても非常に丁寧な対応をする。りすかが持っている手錠の作者。
在賀織絵（ありが おりえ）
りすかと同じクラスの委員長。才女で人気も高い。
水倉破記（みずくら はき）
りすかの従兄妹。18歳の高校3年生。父親は水倉神檎の兄。称号は｢迫害にして博愛の悪魔｣。
属性「水」、種類「運命」、運命干渉系の魔法使い。彼の血には水倉神檎により魔法陣が施されていて、その血を浴びた人間は血を洗い流さないと死ぬまで不幸がつきまとう。
供犠創嗣（くぎ きずつぐ）
創貴の父親。佐賀県警の刑事。日本中の警察で彼に逆らえるものはいない。女性にモテる。
結婚・離婚を5回繰り返していて、現在の6人目の妻とも別居中。全身真っ白の背広姿。甘いものに目が無く、カレーも甘いものが好きである。創貴とは距離を置いた関係。りすかのことはそれなりに気に入っているらしい。
折口きずな（おりくち きずな）
創貴の4番目の母親。
自称・属性「獣」、種類「知覚」の魔法使い。勘が非常に鋭い。創貴に大きな影響を与えた人物。「平行世界」の中で、創貴に現実への道を示す。

## 作風
魔法少女ものに推理小説の要素を加えた作品で、バトルものでもある。本作における魔法は「何でもやりたいことができるすごい力」ではなく「固有の得意技」に近いものであり、主人公たちは相手の魔法の弱点を探り対抗手段を見つけていく。
題名に魔法少女を冠してはいるがいわゆる魔法少女ものではなく、例えば日曜日の朝に放送されるような魔女っ子アニメとは異なり、魔法の能力はファンタジーともオカルトとも違う凄惨さを感じさせるものとなっている。内容は「王道を逆立ちして行く」というもので、魔法少女ものの基本要素を少しひねくれさせている。

## 制作背景
執筆のきっかけは、講談社の編集者太田克史が魔女っ子ものによるメディアミックスを考えたことだった。『ファウスト』が創刊される際、この企画を実現するために西尾に執筆が依頼され誕生したのが、太田が「『絶対アニメ化は無理』と涙した」と語る本作だった。企画が依頼された時期は、『クビキリサイクル 青色サヴァンと戯言遣い』が出版された前後と思われる。
太田から依頼された企画のキーワードとして「魔女っ子探偵」があり、西尾は、「魔女っ子」はともかく「探偵」は自分には難しいのではないかと考えつつ、予習として中学生の頃に読んだ『ラヴクラフト全集』を再読した。また執筆にあたり、西尾は様々な魔法少女もののビデオを視聴した。当初は「魔法少女りすか」というタイトルを予定していたが、太田の「『新世紀エヴァンゲリオン』の『新世紀』のようなものが欲しい」という意見を受けて「新本格」が足された。太田の言う「魔法少女」は大人に変身するものであるが、西尾の世代は『おジャ魔女どれみ』のような、呪文で服が変わるだけのものであった。このため、大人に変身する魔法少女を書くにあたり、自分を納得させる理由付けが必要となった。そして出てきたのが時間操作の魔法であり、水倉りすかというキャラクターが出来上がった。
「一般的な魔法を小説で書いた時の嘘っぽさ」を緩和するための装置として、「クトゥルフ神話」が引用されている。作中にはクトゥルフ神話に関する用語が登場し、単行本の冒頭にはクトゥルフ神話の作者H・P・ラヴクラフトの小説からの引用がある。魔法の設定もクトゥルフ神話を下敷きにしていると思われる。また、台詞回しに漫画『ジョジョの奇妙な冒険』に通じるところがあり、西尾は本作を「『新本格ジョジョ』と言っていいくらい」の気持ちで書いているという。
イラスト担当の西村キヌは、カプコンに所属していたころに太田に声をかけられて本作品に参加した。西尾は第1話と第2話制作後に西村のイラストを見たことで、それ以降創貴が良い奴になっていると述べており、「〈物語〉シリーズ」に続く、イラストによる方向性の変化を語っている。
西尾の別作品「戯言シリーズ」とは内容的には全く関係ないが、作中の最強のキャラクターに赤色をあしらっているのは西尾なりの「禁じられたクロスオーバー」であるという（同シリーズには「人類最強」の赤い人物が登場する）。
同時期刊行の『人類最強のヴェネチア』『デリバリールーム』『新本格魔法少女りすか4』の3作品は題材に繋がりがあるが、これは既刊『ヴェールドマン仮説』が「家族」をテーマとする作品であり、その部分をもっと掘り下げられたはずという気持ちの現れとされる。

### 執筆中断期間の状況
2006年には『新本格魔法少女りすか3』と『新本格魔法少女りすか0』の刊行が予定されていたが、『0』は刊行されず、『3』の刊行は翌年となった。
第10話は2006年の時点ですでに執筆を要望されていたが、それが掲載される『ファウスト』Vol.7は2年後の2008年に刊行された。残りの3話は続きものであり、『ファウスト』Vol.7で西尾は書き下ろしにしようかと述べていたが、その後も最終巻は刊行されず、2009年4月発売の『活字倶楽部』2009年春号に掲載されたインタビューで西尾は『偽物語（下）』・『零崎人識の人間関係 戯言遣いとの関係』・『ぼくの世界』・『新本格魔法少女りすか』第4巻と、（当時の）最終作ばかり止まっていた状況について、「ひどい状態」「少しオーバーフローを起こした」と述べている。
2016年8月には西尾の著作「〈物語〉シリーズ」と他作品のクロスオーバー小説『混物語』の1つとして、『新本格魔法少女りすか』とクロスオーバーした「第血話 りすかブラッド」が発表された。同作品の執筆について西尾は、りすかを書くのは本当に久しぶりで、もう書けないのではないかという不安もあったと話している。
2016年10月発売の『ダ・ヴィンチ』2016年11月号掲載の西尾へのインタビューでは、漫画家・羽海野チカの「物語の結末をちゃんと届けたい」という姿勢を見習い、自分も「世界シリーズ」と『新本格魔法少女りすか』の続きを書こうと思うようになったと話している。
2017年7月発売の『忍物語』では、登場人物の会話の中で、17年後に最終巻が出るらしいという噂が語られる。
2020年12月発売の『ダ・ヴィンチ』2021年1月号掲載の西尾へのインタビューによれば連載が再開されたのは、もう書けないと思っていたりすかが『混物語』でしっかりと書けたという体感があったこと、『忍物語』での登場人物の発言を嘘にするわけにはいかないと考えたことによるほか、「忘却探偵シリーズ」『掟上今日子の伝言板』の連載が手詰まりになったために、『りすか』の連載が始まったと言えなくもないと述べている。

## 既刊一覧

### 単行本
- 西尾維新（著） / 西村キヌ（イラスト） 『新本格魔法少女りすか』 講談社〈講談社ノベルス〉、全4巻
  1. 2004年7月5日第1刷発行（7月17日発売[28]）、ISBN 4-06-182381-7
  2. 2005年3月15日第1刷発行（3月16日発売[29]）、ISBN 4-06-182432-5
  3. 2007年3月20日第1刷発行（3月23日発売[30]）、ISBN 978-4-06-182521-5
  4. 2020年12月7日第1刷発行（12月9日発売[31]）、ISBN 978-4-06-521560-9

### 文庫版
- 西尾維新（著） / 西村キヌ（イラスト） 『新本格魔法少女りすか』 講談社〈講談社文庫〉、全4巻
  1. 2020年4月15日第1刷発行（同日発売[32]）、ISBN 978-4-06-518649-7
  2. 2020年8月12日第1刷発行（同日発売[33]）、ISBN 978-4-06-520411-5
  3. 2020年12月15日第1刷発行（同日発売[34]）、ISBN 978-4-06-521643-9
  4. 2022年12月15日第1刷発行（同日発売[35]）、ISBN 978-4-06-529616-5

## PV
文庫化とシリーズ完結を記念し、実写のプロモーションビデオが制作され、2020年7月26日に公開された。監督をYPが務め、子供のりすかをまいきち、大人のりすかを青戸しのが演じる。音楽としてSHE'Sの「Unforgive」が用いられている。

## 朗読劇
『詠唱劇「新本格魔法少女りすか」』と題し、原作第1巻の朗読劇が行われる。制作はOffice ENDLESS。出演者は週毎に変更される。
| 話数                              | 回数  | 配信日         | 水倉りすか役 水倉破記役（第三話） | 朗読・供犠創貴役 |
| --------------------------------- | ----- | -------------- | --------------------------------- | ---------------- |
| 第一話 やさしい魔法はつかえない。 | act.1 | 2020年 10月6日 | 悠木碧                            | 梶裕貴           |
| 第一話 やさしい魔法はつかえない。 | act.2 | 10月27日       | 釘宮理恵                          | 鳥海浩輔         |
| 第一話 やさしい魔法はつかえない。 | act.3 | 11月3日        | 高橋李依                          | 松岡禎丞         |
| 第二話 影あるところに光あれ。     | act.1 | 11月17日       | 三森すずこ                        | 福山潤           |
| 第二話 影あるところに光あれ。     | act.2 | 12月15日       | 水瀬いのり                        | 小野賢章         |
| 第二話 影あるところに光あれ。     | act.3 | 2021年 2月16日 | M・A・O                           | 斉藤壮馬         |
| 第三話 不幸中の災い。             | act.1 | 6月8日         | 東山奈央                          | 内田雄馬         |
| 第三話 不幸中の災い。             | act.2 | 6月15日        | 本渡楓                            | 下野紘           |
| 第三話 不幸中の災い。             | act.3 | 6月22日        | 富田美憂                          | 蒼井翔太         |

## 漫画
2020年11月27日、真島ヒロによる漫画版がtwitterのアカウント「西尾維新公式情報」に掲載された。
その後、『別冊少年マガジン』（講談社）にて、絵本奈央によるコミカライズ版が2021年5月号から2024年3月号まで連載。絵本は漫画版『化物語』第2巻特装版で同作の登場人物・神原駿河のイラストを寄稿しており、それがきっかけとなって本作の漫画化を行うこととなった。
- 西尾維新（原作）、絵本奈央（漫画） 『新本格魔法少女りすか』 講談社〈KCデラックス〉、全7巻
  1. 2021年8月17日発売[44]、ISBN 978-4-06-523154-8
  2. 2021年11月17日発売[45]、ISBN 978-4-06-525983-2
  3. 2022年3月9日発売[46]、ISBN 978-4-06-527268-8
  4. 2022年7月8日発売[47]、ISBN 978-4-06-528379-0
  5. 2023年4月7日発売[48]、ISBN 978-4-06-531288-9
  6. 2023年11月9日発売[49]、ISBN 978-4-06-533506-2
  7. 2024年4月9日発売[50]、ISBN 978-4-06-535165-9